# Рабйонж
Рабйонж (пол. Rabiąż, нім. Fernosfelde) — село в Польщі, у гміні Волін Каменського повіту Західнопоморського воєводства.
Населення — 42 особи (2011).
У 1975-1998 роках село належало до Щецинського воєводства.

## Демографія
Демографічна структура станом на 31 березня 2011 року:
|          | Загалом | Допрацездатний вік | Працездатний вік | Постпрацездатний вік |
| -------- | ------- | ------------------ | ---------------- | -------------------- |
| Чоловіки | 22      | 4                  | 16               | 2                    |
| Жінки    | 20      | 8                  | 12               | 0                    |
| Разом    | 42      | 12                 | 28               | 2                    |